# ヘブリディーズ諸島
ヘブリディーズ諸島（ヘブリディーズしょとう、英語：Hebrides, 発音: [ˈhɛbrɨdiːz], HEB-ri-deez; , スコットランド・ゲール語：Innse Gall）は、スコットランド西岸に広範囲に広がる島嶼部の総称である。この島嶼部は、インナー・ヘブリディーズとアウター・ヘブリディーズの2つのグループに分けられる。これらの島々は中石器時代にさかのぼる長い歴史を持ち、ケルト人、ノース人、英語を話す人々からの相次ぐ占領で、住民の文化は影響を受けてきた。島の名にこれらの影響が反映されている 。

## 地形・地質

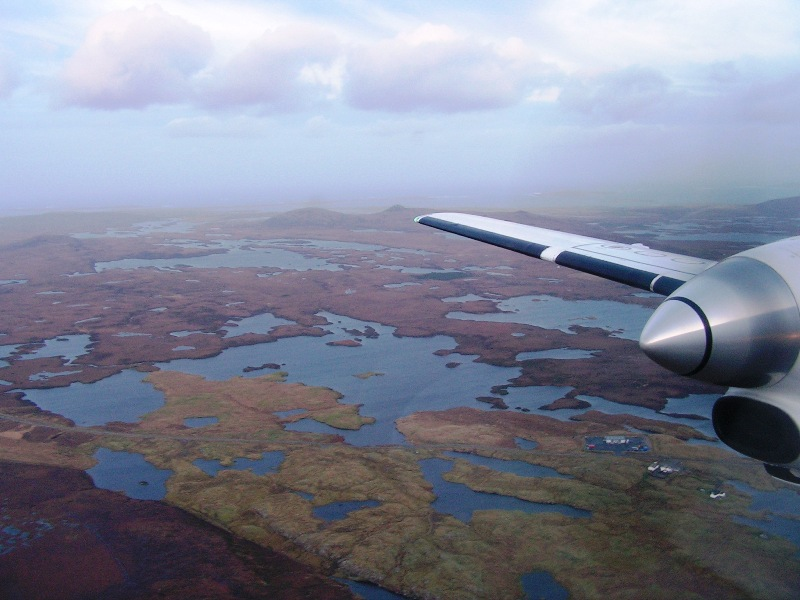
機上から眺めたヘブリディーズ諸島

ヘブリディーズ諸島には、ヨーロッパ地域で最古の地層となる先カンブリア時代のものから、第三紀に貫入した火成岩まで、多くの地質年代に渡る多様な地質構造となっている 。
ヘブリディーズは2つのグループに分かれる。一方はミンチ海峡をはさんで北にあるアウター・ヘブリディーズ、もうひとつはヘブリディーズ海に面したインナー・ヘブリディーズである。スコットランド本土に近接するインナー・ヘブリディーズには、アイラ島、ジュラ島、スカイ島、マル島、ラーゼイ島、スタファ島、スモール・アイルズが含まれる。これらには36の有人島がある。アウター・ヘブリディーズは、スコットランド本土の西およそ70 kmにあり、100以上の島や小さな島が鎖状に連なっている。有人島が15あり、バラ島、ベンベキュラ島、バーナレー島、ルイス島、ハリス島、ノース・ウイスト島、サウス・ウイスト島およびセント・キルダ群島が含まれる。
ヘブリディーズの範囲の定義には様々な記述があり一様ではない。ハーパーコリンズ発行のスコットランド百科事典において、インナー・ヘブリディーズはミンチ海峡の東にあるあらゆる島を含む、と記されている。多くの島には、アイリーン・バンやアイリーン・ドナンのような湾に浮かぶ小島もあるが、正式な定義が存在しなくとも、これらは通常はヘブリディーズ諸島と記されることはない。
かつて、アウター・ヘブリディーズはロング島（英語: Long Isle, Long Island; スコットランド・ゲール語: An t-Eilean Fada）としばしば呼ばれた。この語句が一般的にヘブリディーズ諸島全体を示して用いられることもあるが、アウター・ヘブリディーズはウェスタン・アイルズ（Western Isles）とも呼ばれる。
ヘブリディーズ諸島はスコットランドの島嶼部では、クライド諸島（アラン島やビュート島など）やフォース諸島、北部諸島（オークニー諸島やシェトランド諸島）よりも、おそらく最も有名だろう。時にクライド諸島、特にアラン島は誤ってヘブリディーズ諸島であるとされることもある。

## 言語
ヘブリディーズ諸島には、スコットランド最大の、スコットランド・ゲール語話者中心地が含まれる。これは特にアウター・ヘブリディーズで真実となり、住民の多数がスコットランド・ゲール語を話す。スコットランド・ゲール語の単科大学バーン・モール・オステグはスカイ島とアイラ島を本拠とする。

## 由来
現代のヘブリディーズに類似した名前に初めて言及したのは、プトレマイオスによってである。彼は古代ギリシャ語でΑἱβοῦδαι（Haiboudai）と呼んだ。古典ラテン語によるその後の原文では、ガイウス・ユリウス・ソリヌスはHebudesおよびHæbudesと記した。
ヴァイキング支配時代の古ノルド語ではSuðreyjarであった。これは南部の島を意味する。
皮肉なことに、ウェスタン・アイルズはスコットランドにおけるスコットランド・ゲール語の最後の砦とみなされている。スコットランド・ゲール語でヘブリディーズを意味するInnse Gallとは、『異国人の島』を意味する。ノース人による占領と支配の時代、ゲール人としてのルーツを持ち、異国のゲール人（Gall-Ghaidhil）と呼ばれた、ノース人とゲール人の混血であるノース＝ゲール人を指している。

## 歴史

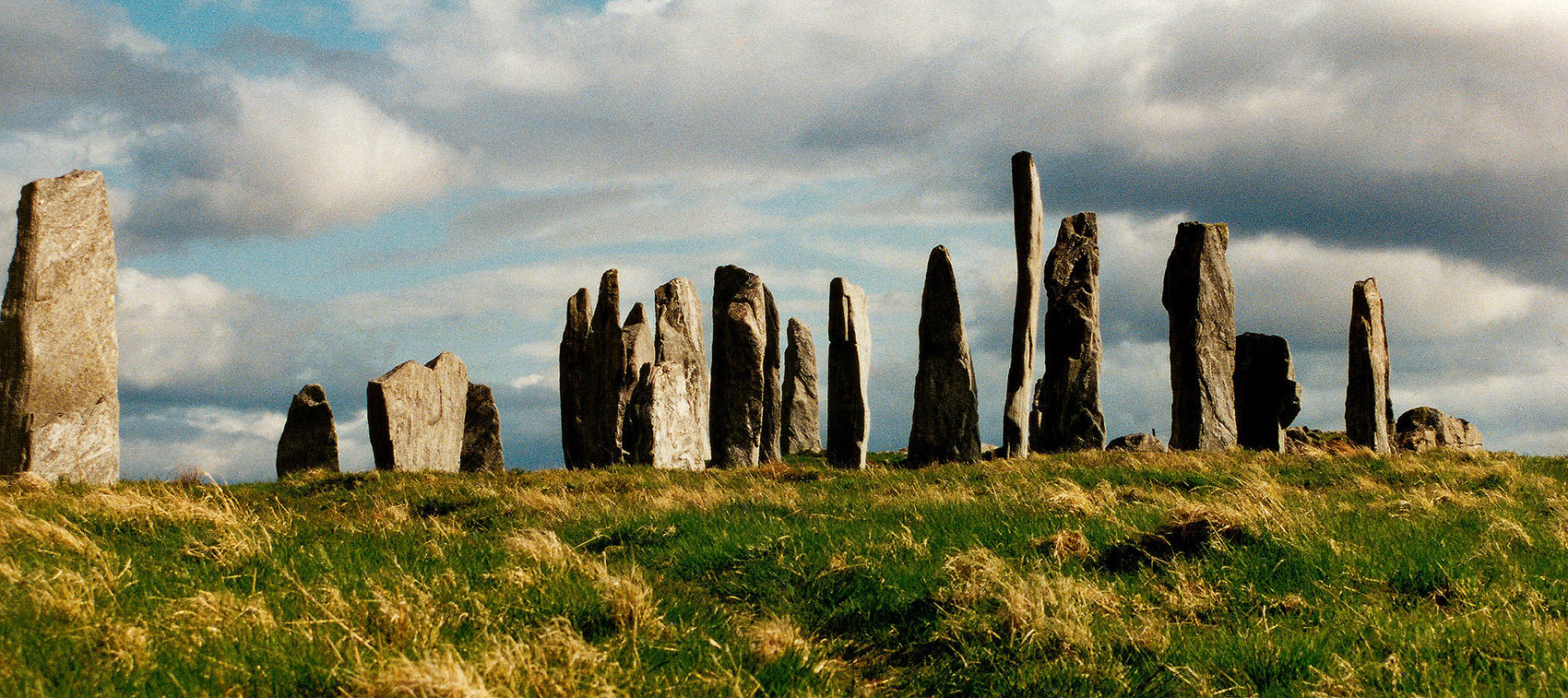
カラニッシュ・ストーン・サークル

1100年頃のマン島および島嶼部王国の地図。

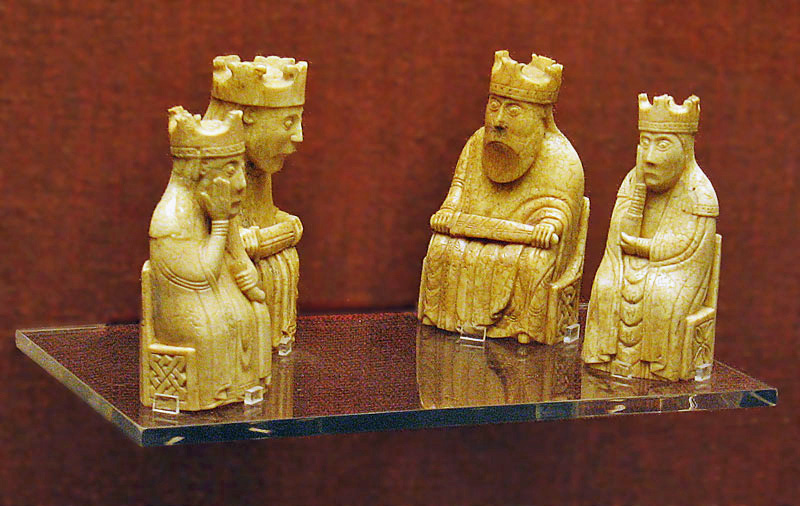
ルイス島のチェス駒。1831年にルイス島で発見された、12世紀の作品。セイウチの牙を彫って作られている。現在大英博物館で展示されている

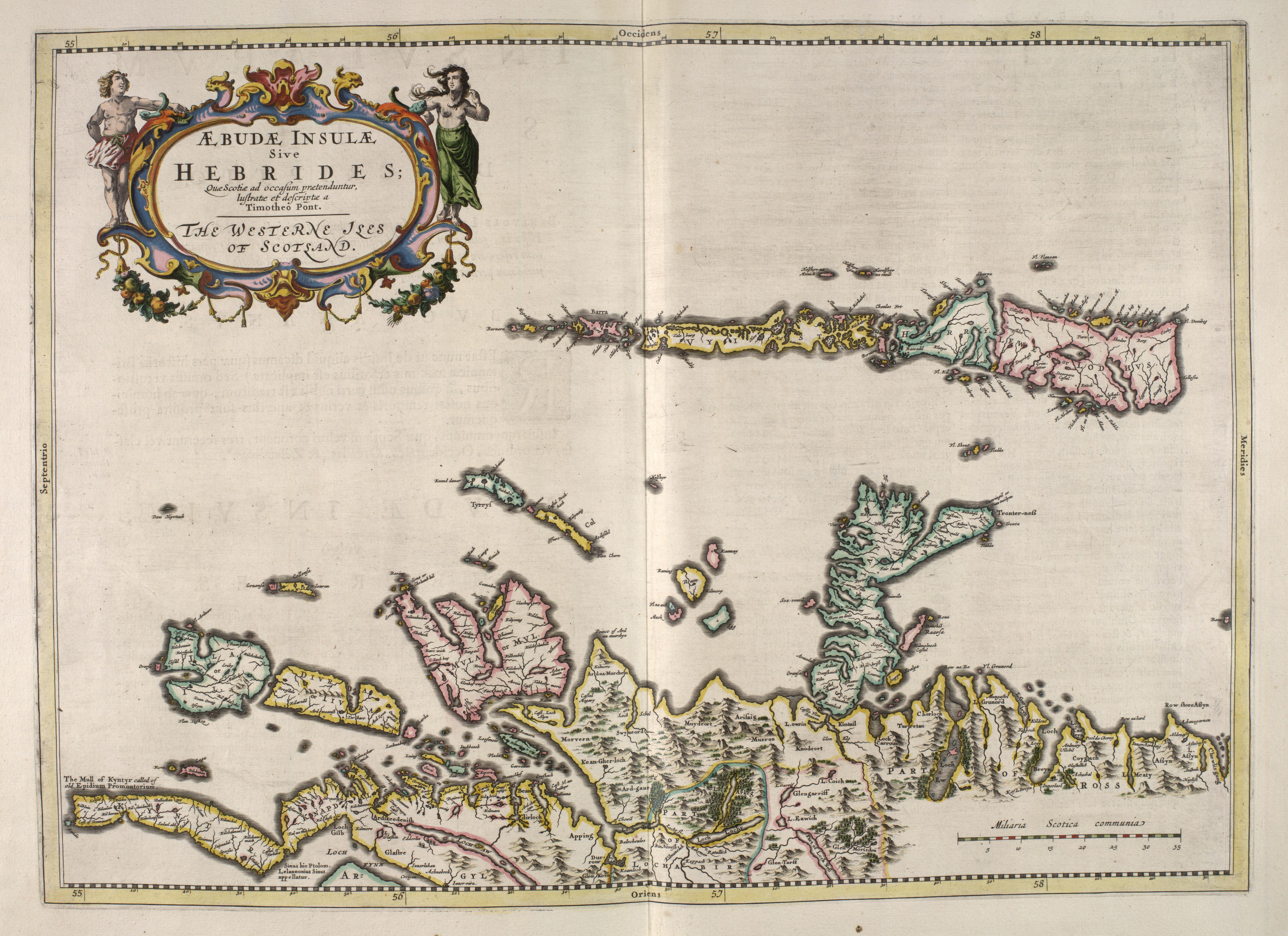
ブラエウの地図に描かれたヘブリディーズ諸島。1654年

### 先史時代
気象条件が改善され人が継続して定住できるようになった、紀元前6500年頃の中石器時代に初めて人が住み着いた。新石器時代以降の多くの構造体、例として紀元前3000年頃にできた、ルイス島のカラニッシュ・ストーン・サークルがある。サウス・ウイスト島で見つかった青銅器時代の定住地クライド・ハランは、有史以前のミイラが発見された、イギリス唯一の場所である.。

### ケルト
アウター・ヘブリディーズについて最古に触れ記述を残したのは、1世紀のヒスパニア生まれのローマ地理学者ポンポニウス・メラで、彼は7つの島々で構成される諸島の名をHaemodaeとした。大プリニウスが西暦77年に書いた博物誌ではHebudesの名が与えられた。エジプトの天文学者プトレマイオスのようなその他の古代の文筆家もヘブリディーズについて触れ、ローマ人とヘブリディーズの人々とにいくらか接触があったことを証明している。紀元前55年、ギリシャの歴史家シケリアのディオドロスは、『Hyperborea（はるか北、という意味）と呼ばれる島があった。そこでは、19年毎に月が地球のわずか上に現れ、その場所には円形の神殿があった。』と記した。これはカラニッシュ・ストーン・サークルについて触れたのかもしれない。タルススのデメトリウスという旅行家は、西暦83年かその直前にスコットランド西岸への遠征譚を記したプルタルコスと関係があった。デメトリウスは、『無人島の島々を巡る重苦しい旅だった。自分は、聖なる人々が立ち去った土地を訪れていた。』と述べた。彼はドルイドにも、島の名前にも言及しなかった。
6世紀以前の、ヘブリディーズ住民の歴史についてはほとんど知られていない。島々が初めて詳細に記録されたのは、6世紀にアイオナ島の聖コラムバがやってきてからである。6世紀に島々へ初めてキリスト教をもたらし、いくつかの教会を建てたのはこのアイルランド系スコットランド人の聖人であった。

### ノルウェー支配
9世紀以前、ヘブリディーズは既にノース人支配を受け始め、ノース人の定住地を抱えていた。ノルウェーによるヘブリディーズ諸島支配が正式化されたのは、1098年、スコットランド王・エドガーがノルウェー王・マグヌス3世の請求を認定したときであった。ノルウェー王がオークニー諸島、マン島、ヘブリディーズ諸島を素早い遠征で1098年に征服し、様々な島の地元ノース人指導者たちに対し采配を振るようになった後、スコットランドはマグヌスを『島嶼部の王』（King of Isles）として承認した。スコットランドの島嶼部を支配下に置くことでマグヌスは、数世紀前に彼の先祖が獲得した土地に対してさらに直接的な王による支配を課した。
インナー・ヘブリディーズとアウター・ヘブリディーズ両方のノルウェー支配は、1156年にウェスタン・アイルズの分割がなされるまで、ほぼ定期的な戦争状態だった。アウター・ヘブリディーズはマン島および島嶼部王国の支配下にある一方、インナー・ヘブリディーズは、スコットランド王・ルーラッハとマン島王家の血を引くノース＝ゲール人のサマーレッド・マクギレブリデ（Somerled MacGillebride, 1100 – 1164）の支配を受けていた。
1156年に勝利したサマーレッドは、2年後にマン島そのものへの支配権を奪い、かつて含まれていた全ての島々と王国を支配する、最後のマン島および島嶼部王国の王となった。1164年のソマーレッドの死後、マン島の支配者はもはやインナー・ヘブリディーズの支配者ではなかった。

### スコットランド支配
1262年、スカイ島がスコットランド王国から襲撃を受けた。これによってノルウェー王・ホーコン4世が問題解決のためスコットランドへ向けて出航する事になった。1263年末、ホーコン4世は200隻の船と15,000人で構成される大侵略軍でスコットランドへ向かった。スコットランド海岸周辺の嵐は、ノルウェー艦隊に打撃を与えた。それはローモンド湖へ向け40隻の船が陸上を引きずられるほどだった。結局、ラーグスの戦いという小さな戦いが起こった。ノルウェー軍と、マン島王マグヌス3世率いるマン島同盟軍は、スコットランド王・アレグザンダー2世率いるスコットランド軍に対し大敗した。戦いの後、悪天候のため、ノルウェーおよびマン島同盟軍はオークニーまで航海することを強いられた。カークウォール到着後、ホーコン4世は司教館にて、翌年夏にスコットランド遠征を再開するまで冬をオークニーで越すことを決めた。ホーコンが病に倒れ、1263年12月に急死したことで、遠征はされなかった。ホーコン4世の後を継いだのは息子のマグヌス6世だった。マグヌス6世は、スコットランド西方やアイリッシュ海に領有するノルウェー領を維持するよりも、スコットランドとの和平を重要視していた。1266年のパース条約で、ノルウェーからスコットランドへ4000マルクを支払い、毎年100マルクを支払うことで、ヘブリディーズ諸島とマン島がスコットランド領となった。この条約では、オークニー諸島とシェトランド諸島に対するノルウェーの宗主権も認定した。しかし、マン島に対するスコットランド支配は、1275年のロナルズウェイの戦いで、最後のノース人のマン島王ゴドレッド6世がスコットランドに決定的に敗北した後、ついに追認された。

## 芸術

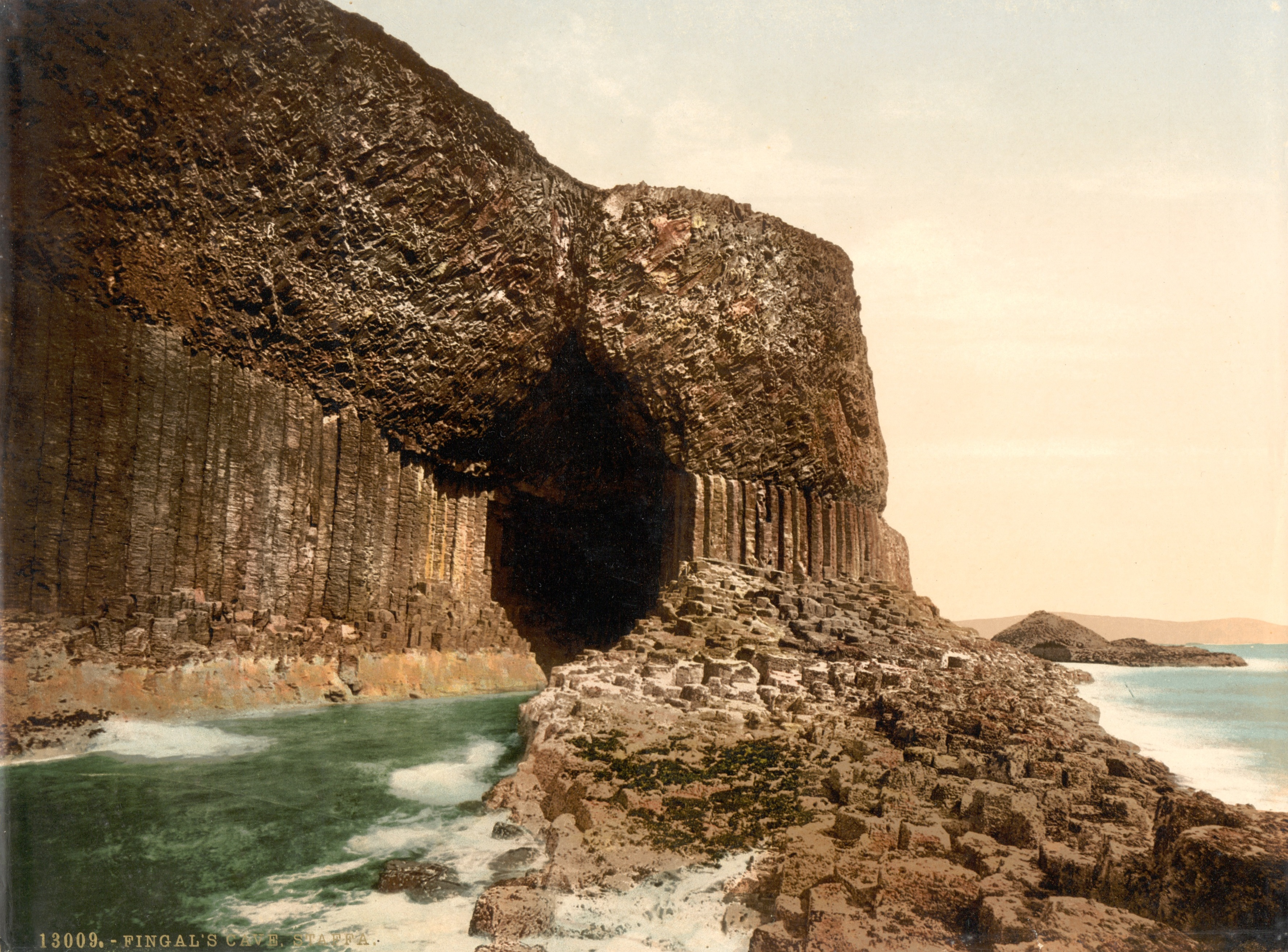
スタファ島、フィンガルの洞窟

『フィンガルの洞窟』の名で知られる、フェリックス・メンデルスゾーン作曲の演奏会用序曲『ヘブリディーズ諸島』は、メンデルスゾーンがヘブリディーズ諸島滞在時に書かれた。またグランヴィル・バントックも、諸島滞在中ヘブリディーズ交響曲を作曲した。ヘブリディーズ諸島に関連した曲を書いた現代のミュージシャンには、イアン・アンダーソン、ドノヴァン、ケルティック・ロック・グループのランリグがある。詩人ソーリー・マクリーンは、彼の最も有名な詩「ハライグ」（Hallaig）の舞台となったラーゼイ島出身である。作家イアン・クリチトン・スミスはルイス島で育ち、デリック・トムソンもルイス島で生まれている。ウィリアム・ワーズワースの書いた麦を刈る乙女（The Solitary Reaper）の舞台はヘブリディーズである。
小説家コンプトン・マッケンジーはバラ島で暮らし、ジョージ・オーウェルはジュラ島で暮らしている間に小説1984年を執筆した。J・M・バリーの1920年発表の劇作メアリー・ローズ は、アムヒンスード城を休暇に訪れた際に霊感を受けたハリス島への言及が含まれている。彼は1924年の映画『ピーター・パン』の台本を、アイレーン・ショナ島滞在時に書き上げた。
ヴァージニア・ウルフの小説『灯台へ』（1927年）は、ヘブリディーズ諸島の別荘で休暇を過ごす一家の物語である。カルト映画として評価される、ケルト風の古代宗教をテーマにしたスリラー映画『ウィッカーマン』の舞台である架空の島サマーアイルは、ヘブリディーズ諸島にあるという設定である。